# خوسيه بيدرو براغا
خوسيه بيدرو براغا (بالبرتغالية: José Pedro Braga‏) هو قاضي صلح ‏ برتغالي، ولد في 3 أغسطس 1871 في هونغ كونغ البريطانية في المملكة المتحدة، وتوفي في 12 فبراير 1944 في ماكاو البرتغالية في الإمبراطورية البرتغالية.